# 6·15 남북 공동선언 실현을 위한 통일연대
6·15 남북 공동선언 실현을 위한 통일연대(약칭 통일연대)는 6·15 남북 공동선언 실현과 한반도 평화를 위한 통일연대로 2001년 3월 15일 기독교회관에서 결성되었다. 조국통일범민족연합과 민주주의민족통일전국연합 등 재야통일 운동단체들과 시민, 노동단체들과 손잡고 만든 단체다.
2001년 민족화해협력범국민협의회와 함께 금강산 민족통일대토론회를 이끌었으며, 2001년 8월 15일 ~ 16일간 평양에서 개최된 2001 민족통일 대축전에 참가했다.

## 조직
- 상임대표 오종렬, 한상렬
- 상임고문 박용길

## 결성목적
1. 통일연대는 자주, 평화통일, 민족대단결을 실현하고자 한다.
2. 통일연대는 통일세력의 폭넓은 단결을 실현하고자 한다.
3. 통일연대는 대중적 통일운동을 통한 국민적 통일의지의 결집을 이루어내고자 한다.

## 사업방향
1. 외세의 지배와 간섭을 반대하고 자주적 통일을 실현하기 위한 사업
2. 통일방안 합의를 높여나가기 위한 사업
3. 군사적 대결과 긴장을 없애고 평화를 실현하기 위한 사업
4. 냉전 분단잔재를 청산하는 사업
5. 다방면적인 자주교류와 민족대단결을 실현하기 위한 사업

## 같이 보기
- 조국통일범민족연합
- 조국통일범민족청년학생연합
- 한국진보연대